# トレバー・ゴット
トレバー・ボーン・ゴット（Trevor Vaughan Gott, 1992年8月26日 - ）は、アメリカ合衆国ケンタッキー州レキシントン出身のプロ野球選手（投手）。右投右打。MLBのシアトル・マリナーズ傘下所属。

## 経歴

### プロ入りとパドレス傘下時代
2013年のMLBドラフト6巡目（全体178位）でサンディエゴ・パドレスから指名されプロ入り。契約後、傘下のA-級ユージーン・エメラルズとA級フォートウェイン・ティンキャップスでプレーし、2球団合計で31試合に登板して2勝2敗4セーブ、防御率2.50、41奪三振を記録した。
2014年はA+級レイクエルシノア・ストームとAA級サンアントニオ・ミッションズでプレーした。

### エンゼルス時代
2014年7月19日にテイラー・リンジー、R.J.アルバレス、ホセ・ロンドン、エリオット・モリスとのトレードで、ヒューストン・ストリートと共にロサンゼルス・エンゼルス・オブ・アナハイムへ移籍した。移籍後は傘下のAA級アーカンソー・トラベラーズへ配属され、13試合に登板して2勝1敗4セーブ、防御率1.56、18奪三振を記録した。
2015年は開幕をAA級アーカンソーで迎えた。5月にはAAA級ソルトレイク・ビーズへ昇格。6月13日にメジャー契約を結んでアクティブ・ロースター入りすると、翌6月14日のオークランド・アスレチックス戦でメジャーデビュー。以降はリリーフとしてメジャーに定着し、最終的に48試合に登板して4勝2敗、防御率3.02、27奪三振を記録した。

### ナショナルズ時代
2015年12月10日にユネル・エスコバー + 金銭とのトレードで、マイケル・ブレイディと共にワシントン・ナショナルズへ移籍した。
2016年は、僅か9試合のリリーフ登板に留まったが、防御率1.50と結果を残した。ただ、四球が多かった為、WHIPは1.50と高かった。なお、マイナーではルーキー級ガルフ・コーストリーグ・ナショナルズ、A-級オーバーン・ダブルデイズ、AAA級シラキュース・チーフスの3ランクで計35試合にリリーフ登板して3勝4敗、防御率4.78だった。
2019年2月8日にDFAとなった。

### ジャイアンツ時代

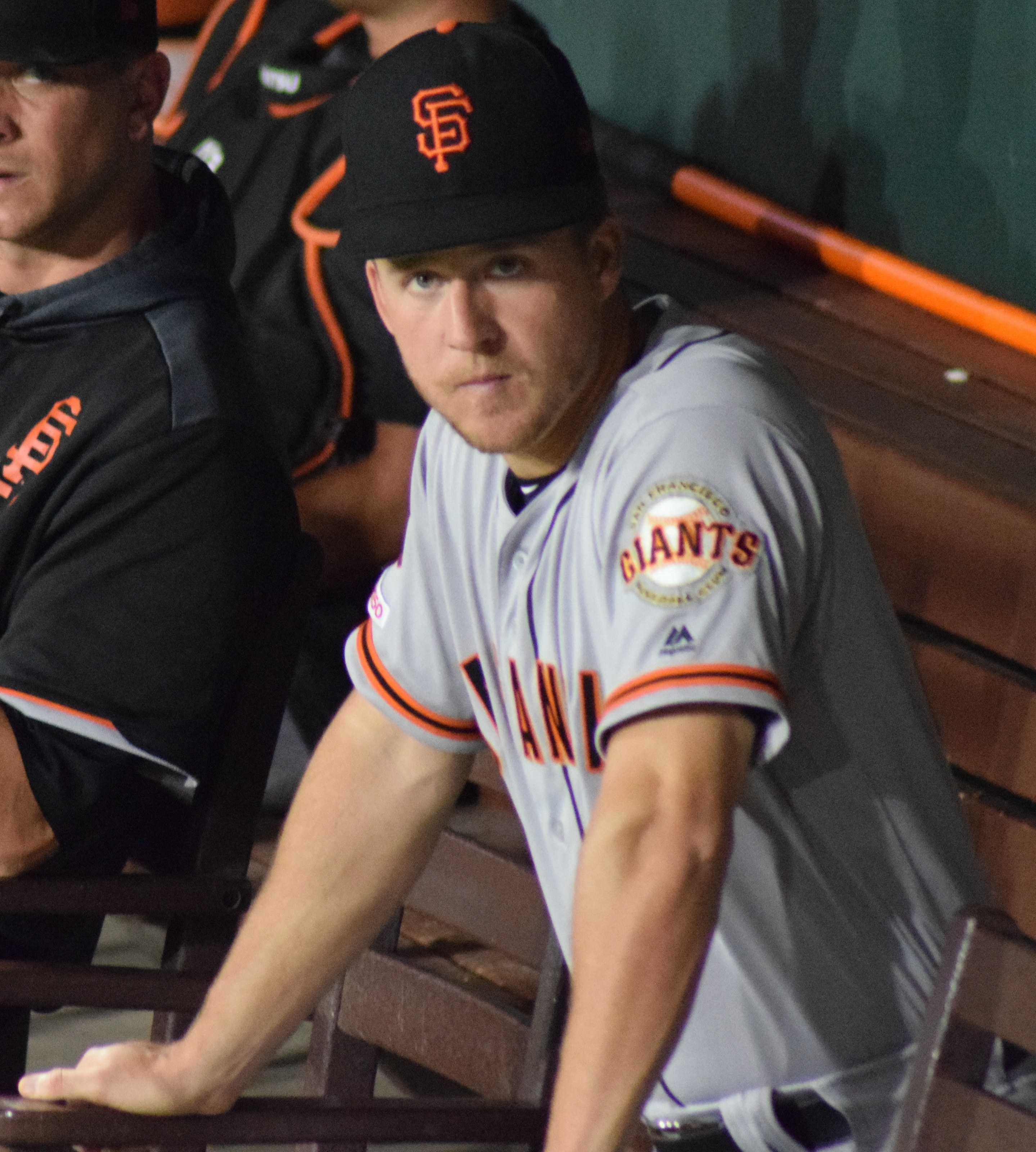
サンフランシスコ・ジャイアンツ時代
(2019年7月30日)

2019年2月13日に金銭トレードで、サンフランシスコ・ジャイアンツへ移籍した。
2021年2月21日にアーロン・サンチェスの加入に伴ってDFAとなり、25日にマイナー契約で傘下のAAA級サクラメント・リバーキャッツへ配属された。シーズン開幕後、4月19日にメジャー契約を結んでアクティブ・ロースター入りしたが、登板機会がないまま翌20日にDFAとなり、27日にマイナー契約となった。この年はメジャーでの登板がなく、オフにFAとなった。

### ブルワーズ時代
2021年11月3日にミルウォーキー・ブルワーズと単年のメジャー契約を結んだ。
2022年は45試合に登板し、3勝4敗11ホールド、防御率4.15を記録した。オフにFAとなる。

### マリナーズ時代
2022年11月28日にシアトル・マリナーズと1年契約を結んだ。マリナーズでは30試合に登板し、防御率4.03という成績を残した。

### メッツ時代
2023年7月3日にザック・マッケンハーンとのトレードで、クリス・フレクセンと共にニューヨーク・メッツへ移籍した。オフの11月17日にノンテンダーFAとなった。

### アスレチックス時代
2023年12月19日にオークランド・アスレチックスと150万ドルの単年契約を結んだ。オプションとして登板数に応じて5万ドル、トレードされた場合は10万ドルの出来高が含まれる。
2024年は開幕前にトミー・ジョン手術を受けた為、シーズンを全休した。オフの10月31日にFAとなった。

### マリナーズ傘下時代
2025年2月23日に2年半前まで所属していたマリナーズとマイナー契約を結び、同年のスプリングトレーニングに招待選手として参加することになった。

## 投球スタイル
| 球種           | 割合 | 平均球速 | 平均球速 | 最高球速 | 最高球速 |
| 球種           | %    | mph      | km/h     | mph      | km/h     |
| -------------- | ---- | -------- | -------- | -------- | -------- |
| カットボール   | 33.9 | 91.5     | 147.3    | 97.4     | 156.8    |
| フォーシーム   | 32.7 | 95.2     | 153.2    | 97.4     | 156.8    |
| ツーシーム     | 21.9 | 95.1     | 153.0    | 97.4     | 156.8    |
| カーブ         | 10.4 | 82.7     | 133.1    | 97.4     | 156.8    |
| チェンジアップ | 1.1  | 90.2     | 145.2    | 97.4     | 156.8    |

最速99.3mph（約159.8km/h）を計測する2種類の速球（フォーシーム、ツーシーム）とカットボールで全投球の9割ほどを占める。
元々はツーシームだけで投球全体の約80%を占めていたが、その後にカーブやフォーシームを増やして50～60%台にまで落ち着いた。カットボールは2020年から新たに取り入れており、以降は持ち球で最も多用している球種となっている。

## 詳細情報

### 年度別投手成績
| 年 度    | 球 団    | 登 板 | 先 発 | 完 投 | 完 封 | 無 四 球 | 勝 利 | 敗 戦 | セ 丨 ブ | ホ 丨 ル ド | 勝 率 | 打 者 | 投 球 回 | 被 安 打 | 被 本 塁 打 | 与 四 球 | 敬 遠 | 与 死 球 | 奪 三 振 | 暴 投 | ボ 丨 ク | 失 点 | 自 責 点 | 防 御 率 | W H I P |
| -------- | -------- | ----- | ----- | ----- | ----- | -------- | ----- | ----- | -------- | ----------- | ----- | ----- | -------- | -------- | ----------- | -------- | ----- | -------- | -------- | ----- | -------- | ----- | -------- | -------- | ------- |
| 2015     | LAA      | 48    | 0     | 0     | 0     | 0        | 4     | 2     | 0        | 14          | .667  | 202   | 47.2     | 43       | 2           | 16       | 3     | 3        | 27       | 1     | 0        | 18    | 16       | 3.02     | 1.24    |
| 2016     | WSH      | 9     | 0     | 0     | 0     | 0        | 0     | 0     | 0        | 1           | ----  | 28    | 6.0      | 6        | 0           | 3        | 1     | 1        | 6        | 0     | 0        | 1     | 1        | 1.50     | 1.50    |
| 2017     | WSH      | 4     | 0     | 0     | 0     | 0        | 1     | 0     | 0        | 0           | ----  | 23    | 3.0      | 11       | 1           | 3        | 1     | 0        | 3        | 1     | 0        | 10    | 10       | 30.00    | 4.67    |
| 2018     | WSH      | 20    | 0     | 0     | 0     | 0        | 0     | 2     | 0        | 2           | .000  | 84    | 19.0     | 19       | 4           | 10       | 1     | 2        | 15       | 2     | 0        | 13    | 12       | 5.68     | 1.53    |
| 2019     | SF       | 50    | 0     | 0     | 0     | 0        | 7     | 0     | 1        | 1           | 1.000 | 214   | 52.2     | 41       | 4           | 17       | 0     | 2        | 57       | 1     | 0        | 26    | 26       | 4.44     | 1.10    |
| 2020     | SF       | 15    | 0     | 0     | 0     | 0        | 1     | 2     | 4        | 3           | .333  | 57    | 11.2     | 13       | 7           | 8        | 0     | 1        | 8        | 0     | 0        | 13    | 13       | 10.03    | 1.80    |
| 2022     | MIL      | 45    | 0     | 0     | 0     | 0        | 3     | 4     | 0        | 11          | .429  | 186   | 45.2     | 35       | 8           | 12       | 0     | 3        | 44       | 0     | 0        | 25    | 21       | 4.14     | 1.03    |
| 2023     | SEA      | 30    | 0     | 0     | 0     | 0        | 0     | 3     | 0        | 7           | .000  | 129   | 29.0     | 33       | 2           | 8        | 1     | 2        | 32       | 0     | 0        | 19    | 13       | 4.03     | 1.41    |
| 2023     | NYM      | 34    | 0     | 0     | 0     | 0        | 0     | 2     | 1        | 3           | .000  | 132   | 29.0     | 30       | 2           | 11       | 2     | 2        | 30       | 0     | 0        | 15    | 14       | 4.34     | 1.41    |
| '23計    | NYM      | 64    | 0     | 0     | 0     | 0        | 0     | 5     | 1        | 10          | .000  | 261   | 58.0     | 63       | 4           | 19       | 3     | 4        | 62       | 0     | 0        | 34    | 27       | 4.19     | 1.41    |
| MLB：8年 | MLB：8年 | 255   | 0     | 0     | 0     | 0        | 16    | 15    | 6        | 42          | .516  | 1055  | 243.2    | 231      | 30          | 88       | 9     | 16       | 222      | 5     | 0        | 140   | 126      | 4.65     | 1.31    |

- 2024年度シーズン終了時

### 年度別守備成績
| 年 度 | 球 団 | 投手（P） | 投手（P） | 投手（P） | 投手（P） | 投手（P） | 投手（P） |
| 年 度 | 球 団 | 試 合     | 刺 殺     | 補 殺     | 失 策     | 併 殺     | 守 備 率  |
| ----- | ----- | --------- | --------- | --------- | --------- | --------- | --------- |
| 2015  | LAA   | 48        | 4         | 8         | 0         | 0         | 1.000     |
| 2016  | WSH   | 9         | 0         | 0         | 0         | 0         | ----      |
| 2017  | WSH   | 4         | 0         | 0         | 0         | 0         | ----      |
| 2018  | WSH   | 20        | 1         | 5         | 0         | 1         | 1.000     |
| 2019  | SF    | 50        | 2         | 5         | 0         | 0         | 1.000     |
| 2020  | SF    | 15        | 1         | 0         | 0         | 0         | 1.000     |
| 2022  | MIL   | 45        | 2         | 3         | 0         | 0         | 1.000     |
| 2023  | SEA   | 30        | 1         | 4         | 0         | 0         | 1.000     |
| 2023  | NYM   | 34        | 2         | 6         | 1         | 0         | .889      |
| '23計 | NYM   | 64        | 3         | 10        | 1         | 0         | .929      |
| MLB   | MLB   | 255       | 13        | 31        | 1         | 1         | .978      |

- 2024年度シーズン終了時

### 背番号
- 62（2015年、2017年）
- 26（2016年、2018年）
- 58（2019年 - 2020年）
- 48（2022年）
- 30（2023年 - 同年6月30日）
- 33（2023年7月6日 - 同年終了）